# Sissonne (Aisne)
Sissonne és un municipi francès situat al departament de l'Aisne i a la regió dels Alts de França. L'any 2007 tenia 2.196 habitants.

## Demografia

### Població
El 2007 la població de fet de Sissonne era de 2.196 persones. Hi havia 856 famílies de les quals 288 eren unipersonals (124 homes vivint sols i 164 dones vivint soles), 216 parelles sense fills, 268 parelles amb fills i 84 famílies monoparentals amb fills.
La població ha evolucionat segons el següent gràfic:
Habitants censats

### Habitatges
El 2007 hi havia 947 habitatges, 872 eren l'habitatge principal de la família, 19 eren segones residències i 56 estaven desocupats. 720 eren cases i 205 eren apartaments. Dels 872 habitatges principals, 446 estaven ocupats pels seus propietaris, 398 estaven llogats i ocupats pels llogaters i 27 estaven cedits a títol gratuït; 54 tenien una cambra, 52 en tenien dues, 102 en tenien tres, 204 en tenien quatre i 459 en tenien cinc o més. 442 habitatges disposaven pel capbaix d'una plaça de pàrquing. A 442 habitatges hi havia un automòbil i a 281 n'hi havia dos o més.

### Piràmide de població
La piràmide de població per edats i sexe el 2009 era:
| Homes | Edats   | Dones |
| ----- | ------- | ----- |
| 0     | 95 o +  | 0     |
| 4     | 90 a 94 | 4     |
| 0     | 85 a 89 | 4     |
| 4     | 80 a 84 | 12    |
| 20    | 75 a 79 | 36    |
| 48    | 70 a 74 | 32    |
| 32    | 65 a 69 | 48    |
| 44    | 60 a 64 | 56    |
| 24    | 55 a 59 | 40    |
| 72    | 50 a 54 | 44    |
| 76    | 45 a 49 | 80    |
| 92    | 40 a 44 | 104   |
| 84    | 35 a 39 | 72    |
| 72    | 30 a 34 | 60    |
| 60    | 25 a 29 | 68    |
| 97    | 20 a 24 | 76    |
| 88    | 15 a 19 | 100   |
| 72    | 10 a 14 | 116   |
| 64    | 5 a 9   | 64    |
| 56    | 0 a 4   | 72    |

## Economia
El 2007 la població en edat de treballar era de 1.483 persones, 1.085 eren actives i 398 eren inactives. De les 1.085 persones actives 904 estaven ocupades (583 homes i 321 dones) i 180 estaven aturades (75 homes i 105 dones). De les 398 persones inactives 104 estaven jubilades, 124 estaven estudiant i 170 estaven classificades com a «altres inactius».

### Ingressos
El 2009 a Sissonne hi havia 788 unitats fiscals que integraven 1.972,5 persones, la mediana anual d'ingressos fiscals per persona era de 14.543 €.

### Activitats econòmiques
Dels 76 establiments que hi havia el 2007, 3 eren d'empreses alimentàries, 2 d'empreses de fabricació de material elèctric, 5 d'empreses de fabricació d'altres productes industrials, 13 d'empreses de construcció, 11 d'empreses de comerç i reparació d'automòbils, 4 d'empreses de transport, 11 d'empreses d'hostatgeria i restauració, 4 d'empreses financeres, 2 d'empreses immobiliàries, 4 d'empreses de serveis, 11 d'entitats de l'administració pública i 6 d'empreses classificades com a «altres activitats de serveis».
Dels 30 establiments de servei als particulars que hi havia el 2009, 1 era una oficina d'administració d'Hisenda pública, 1 gendarmeria, 1 oficina de correu, 1 una oficina bancària, 1 autoescola, 2 paletes, 1 guixaire pintor, 8 lampisteries, 2 electricistes, 3 perruqueries, 1 veterinari, 7 restaurants i 1 saló de bellesa.
Dels 8 establiments comercials que hi havia el 2009, 1 era una botiga de més de 120 m², 3 fleques, 1 una fleca, 1 una botiga de material de revestiment de parets i terra, 1 una perfumeria i 1 una joieria.
L'any 2000 a Sissonne hi havia 12 explotacions agrícoles que ocupaven un total de 945 hectàrees.

## Equipaments sanitaris i escolars
El 2009 hi havia 1 farmàcia i 1 ambulància.
El 2009 hi havia 1 escola maternal i 1 escola elemental. Sissonne disposava d'un col·legi d'educació secundària amb 383 alumnes.

## Poblacions més properes
El següent diagrama mostra les poblacions més properes.